# Rhinolophus mossambicus
Rhinolophus mossambicus — вид рукокрилих родини Підковикові (Rhinolophidae).

## Етимологія
|  | Назва позначає країну походження (Мозамбік) типового зразка цього виду. Додаткові зразки з Мозамбіку показують, що цей вид поширений в цій країні. |

## Опис
Середнього розміру, з довжиною передпліччя між 60 і 65 мм, а довжина вух між 28 і 37 мм. Видає УЗ цикл високої й постійної частоти близько 35-38 кГц.
Верхня частина тіла коричнево-сірого кольору, а низ трохи світліше. Вуха середнього або великого розмірів. Нижня губа має один поздовжній паз, який проходить на підборідді. Хвіст довгий і входить повністю у велику хвостову мембрану.

## Поширення
Цей вид широко поширений в Мозамбіку і пн.-зх. Зімбабве. Живе в кущах між 60 і 500 метрів над рівнем моря, в Мозамбіку, і 1000 метрів в Зімбабве.